# Niche abritant une Pietà (Burgy)
La niche abritant une Pietà est un lieu situé à Burgy, dans le département de Saône-et-Loire, en France.

## Présentation
Ce monument date du XVIe siècle et fait l’objet d’une inscription au titre des monuments historiques en 1932.  